# Смертная казнь в Камбодже

Камбоджа на карте Юго-Восточной Азии

Смертная казнь в Камбодже была отменена в 1989 году и запрещена Конституцией 1993 года (статья 32). Статья № 32 Конституции гласит: «Все люди обладают правом на жизнь, свободу и личную безопасность. Смертной казни больше нет».
Камбоджа — одна из двух стран АСЕАН (вторая — Филиппины), отменивших смертную казнь.

## Политика
В 1995 году со-премьер-министр Камбоджи Нородом Ранарит призвал к смертной казни, а именно призвал государство убивать убийц и наркоторговцев.
В 2019 году премьер-министр Хун Сен заявил, что рассматривает возможность введения смертной казни для людей, изнасиловавших детей, но он сказал, что это произойдет только после общенационального референдума. Через пару дней после этого заявления Хун Сен изменил свою позицию.